# Cinquena legislatura de les Illes Balears
La Cinquena legistatura de les Illes Balears fou la cinquena legislatura autonòmica de les Illes Balears i va abastar el període de 4 anys entre 1999 i 2003. La sessió constitutiva se celebrà el 12 de juliol de 1999, en què Antoni Diéguez Seguí del Partit Socialista fou elegit President del Parlament. El dia 23 de juliol, Francesc Antich Oliver del Partit Socialista fou elegit President del Govern amb 31 vots a favor i 28 en contra.

## Eleccions
Set formacions polítiques obtingueren representació al Parlament de les Illes Balears en la Cinquena Legislatura. 
| Candidatures | Candidatures                                                    | Vots    | % Vot | Escons |
| ------------ | --------------------------------------------------------------- | ------- | ----- | ------ |
|              | Partit Popular (PP)                                             | 160.545 | 44,01 | 28     |
|              | Partit Socialista de les Illes Balears (PSIB-PSOE)              | 80.327  | 22,02 | 13     |
|              | Pacte Progressista d'Eivissa (PACTE)                            | 16.161  | 4,43  | 6      |
|              | Partit Socialista de Mallorca(PSM-EN)                           | 42.748  | 11,72 | 5      |
|              | Unió Mallorquina (UM)                                           | 26.682  | 7,31  | 3      |
|              | Esquerra Unida-Els Verds (EU-EV)                                | 19.793  | 5,43  | 3      |
|              | Coordinadora d'Organitzacions Progressistes de Formentera (COP) | 1.536   | 0,42  | 1      |

## Govern
En aquesta legislatura el Govern de les Illes Balears va ser un govern multipartit presidit pel PSIB i possible gràcies al Pacte de Progrés signat amb el PSM-NM, UM, EU, Els Verds i la COP. En aquests 4 anys el govern va estar encapçalat Francesc Antich ocupant el càrrec de President del Govern.